# 长沙海关公廨旧址
长沙海关公廨旧址位于于中国湖南省长沙市橘子洲中部橘子洲大桥下，始建于1906年，是晚清长沙关税务司办公、生活用房。该处坐西朝东，建筑面积约1152平方米。2002年被公布为湖南省重点文物保护单位。